# Зори (Оренбургская область)
Зо́ри — посёлок в Первомайском районе Оренбургской области. Относится к Ленинскому сельсовету.

## География
Посёлок расположен в западной части Первомайского района, на расстоянии 33 км от районного центра пос. Первомайский и 303 км от областного центра города Оренбурга.
Ближайший населённый пункт — посёлок Ленинский, расположенный в 4 км к югу.

## История
В годы коллективизации на территории района образовалось около двадцати новых населённых пунктов. Многие из них, особенно в совхозах, были безымянными и звались просто «ферма № 1», «отделение № 2». Осенью 1966 года все они получили названия. В 1966 г. Указом Президиума ВС РСФСР посёлок отделения № 2 совхоза «Ленинский» переименован в Зори.

## Население
| 2010 |
| ---- |
| 117  |

В посёлке проживает 119 человек.